# Metacnephia blanci
Metacnephia blanci is een muggensoort uit de familie van de kriebelmuggen (Simuliidae). De wetenschappelijke naam van de soort is voor het eerst geldig gepubliceerd in 1953 door Grenier  & Theodorides.